# Hasumi Tomohiro
Tomohiro Hasumi (sinh ngày 6 tháng 6 năm 1972) là một cầu thủ bóng đá người Nhật Bản.

## Sự nghiệp câu lạc bộ
Tomohiro Hasumi đã từng chơi cho Verdy Kawasaki, Fujitsu, Tokyo Gas và Vegalta Sendai.

## Thống kê câu lạc bộ

### J.League
| Đội            | Năm       | J.League | J.League | J.League Cup | J.League Cup | Tổng cộng | Tổng cộng |
| Đội            | Năm       | Trận     | Bàn      | Trận         | Bàn          | Trận      | Bàn       |
| -------------- | --------- | -------- | -------- | ------------ | ------------ | --------- | --------- |
| Verdy Kawasaki | 1992      | -        | -        | 0            | 0            | 0         | 0         |
| Verdy Kawasaki | 1993      | 0        | 0        | 0            | 0            | 0         | 0         |
| Verdy Kawasaki | 1994      | 0        | 0        | 0            | 0            | 0         | 0         |
| Verdy Kawasaki | 1995      | 0        | 0        | -            | -            | 0         | 0         |
| Vegalta Sendai | 1999      | 11       | 0        | 0            | 0            | 11        | 0         |
| Vegalta Sendai | 2000      | 38       | 9        | 2            | 0            | 40        | 9         |
| Vegalta Sendai | 2001      | 31       | 2        | 2            | 1            | 33        | 3         |
| Tổng cộng      | Tổng cộng | 80       | 11       | 4            | 1            | 84        | 12        |